# Folklore (álbum de Nelly Furtado)
Folklore é o segundo álbum de estúdio da cantora e compositora canadense Nelly Furtado, lançado pela DreamWorks Records nos Estados Unidos em 25 de novembro de 2003.
Após o grande sucesso de Whoa, Nelly!, o seu último álbum, a luso descendente regressa agora com novos ritmos. O nome Folklore foi escolhido por Nelly vincado pelo regresso às suas origens. Este regresso é feito com alguns convidados musicais, como é o caso de Mike Einziger, o guitarrista dos Incubus, Joey Waronker, baterista dos R.E.M., Beck e Caetano Veloso, o brasileiro que a cantora elogia na canção "Island of Wonder".
A primeira das doze canções a ser rodada é "Powerless (Say What You Want)", um bom exemplo do regresso às raízes portuguesas da cantora. No videoclipe Nelly mostra-nos um pouco do folclore que se dança nos Açores. Uma fusão entre o passado e o presente. Um retomar de sons antigos que Nelly ouvia em criança, agora com "um toque" da sua linha habitual, pop e Hip hop.
Folklore vendeu 1 milhões de cópias mundialmente.

## Lista de faixas
| Versão oficial |                                       |                                                                 |                              |         |  |
| N.º            | Título                                | Compositor(es)                                                  | Produtor(es)                 | Duração |  |
| 1.             | "One-Trick Pony" (com Kronos Quartet) | Nelly Furtado, Gerald Eaton, Brian West                         | Furtado, Track & Field       | 4:47    |  |
| 2.             | "Powerless (Say What You Want)"       | Furtado, Eaton, West, Anne Dudley, Malcolm McLaren, Trevor Horn | Furtado, Track & Field       | 3:53    |  |
| 3.             | "Explode"                             | Furtado, Eaton                                                  | Furtado, Track & Field       | 3:44    |  |
| 4.             | "Try"                                 | Furtado, West                                                   | Furtado, Track & Field       | 4:39    |  |
| 5.             | "Fresh Off the Boat"                  | Furtado, Eaton, West                                            | Nelly Furtado, Track & Field | 3:16    |  |
| 6.             | "Força"                               | West, Furtado, Eaton                                            | Nelly Furtado, Track & Field | 3:40    |  |
| 7.             | "The Grass Is Green"                  | Furtado, Mike Elizondo                                          | Mike Elizondo, Furtado       | 3:50    |  |
| 8.             | "Picture Perfect"                     | Furtado, Eaton, West                                            | Nelly Furtado, Track & Field | 5:16    |  |
| 9.             | "Saturdays" (featuring Jarvis Church) | Furtado                                                         | Nelly Furtado, Track & Field | 2:05    |  |
| 10.            | "Build You Up"                        | West, Furtado, Eaton                                            | Nelly Furtado, Track & Field | 4:58    |  |
| 11.            | "Island of Wonder"                    | Furtado, Jasper Gahunia, Simón Díaz                             | Lil' Jaz, Furtado            | 3:49    |  |
| 12.            | "Childhood Dreams"                    | Furtado                                                         | Nelly Furtado, Track & Field | 6:33    |  |

| UK bonus tracks |                                         |         |  |
| N.º             | Título                                  | Duração |  |
| 13.             | "Try" (versão acústica)                 | 4:04    |  |
| 14.             | "Powerless (Say What You Want)" (vídeo) | 3:52    |  |

| Japanese bonus tracks |                                                            |         |  |
| N.º                   | Título                                                     | Duração |  |
| 13.                   | "Try" (acoustic version)                                   | 4:04    |  |
| 14.                   | "Powerless (Say What You Want)" (alternative acoustic mix) | 3:36    |  |

| Latin America bonus track |                                                                    |         |  |
| N.º                       | Título                                                             | Duração |  |
| 13.                       | "Powerless (Say What You Want)" (Spanish version featuring Juanes) | 4:01    |  |

Disc 1: DVD
1. "I'm like a Bird" (video)
2. "Turn Off the Light" (video)
3. "...On the Radio" (video)
4. "The Making of Folklore"

Disc 2: CD
1. "Fresh Off the Boat" / "Powerless (Say What You Want)" / "Explode" / "Try" (Medley)
2. "Nelly Furtado on Folklore"

## Paradas e certificações

### Paradas
| Parada (2003/2004)              | Melhor posição |
| ------------------------------- | -------------- |
| Austrian Albums Chart           | 10             |
| Belgian (Flanders) Albums Chart | 12             |
| Canadian Albums Chart           | 18             |
| Dutch Albums Chart              | 4              |
| French Albums Chart             | 122            |
| German Albums Chart             | 4              |
| Italian Albums Chart            | 111            |
| Mexican Albums Chart            | 65             |
| Portuguese Albums Chart         | 2              |
| Swiss Albums Chart              | 13             |
| UK Albums Chart                 | 11             |
| U.S. Billboard 200              | 38             |

### Certificações
| Local                 | Certificação | Vendas  |
| --------------------- | ------------ | ------- |
| Bélgica (Ultratop)    | Ouro         | 35,000  |
| Canadá (Music Canada) | Platina      | 100,000 |
| França (SNEP)         | —            | 12,000  |
| Índia (IMI)           | Ouro         | 10,000  |
| Holanda (NVPI)        | Ouro         | 35,000  |
| Nova Zelândia (RIANZ) | Ouro         | 10,000  |
| Portugal (AFP)        | Ouro         | 10,000  |
| Suíça (IFPI)          | Platina      | 30,000  |
| UK (BPI)              | Ouro         | 239,252 |
| U.S. (RIAA)           | Ouro         | 500,000 |